# Harry Finger
Harry Finger (São Paulo, 17 de junho de 1957) é um nadador brasileiro de maratona aquática.. É formado em arquitetura e morador da cidade de Ilhabela, em São Paulo. 

## Trajetória esportiva
Harry Finger é praticante de maratonas aquáticas e tornou-se o brasileiro mais velho a completar a travessia do Canal da Mancha, aos 55 anos.   
Harry partiu da costa inglesa, na cidade de Dover, às 4h33 da madrugada e chegou ao outro lado do canal, em Cabo Gris Nez, na França, às 17h13min do dia 26 de junho de 2012, completando o desafio em 12 horas e 40 min.  Desta forma, ele superou Paulo de Andrade Maia, que havia atravessado o canal em 2007, aos 50 anos.
O percurso total da travessia é de aproximadamente 36 quilômetros porém, segundo os dados computados pelo GPS do barco de fiscalização (a cargo da Channel Swimming Association), Harry teve de nadar aproximadamente 41,8 km (ou 26 milhas) para vencer a travessia, devido a ação das fortes correntes marítimas do canal. A temperatura da água oscilou entre 13 e 15 graus durante o trajeto. 

## Trajetória política
Em 2013 foi  secretário de Turismo e Fomento de Ilhabela.
Em 2016 concorreu a vereador de Ilhabela pelo Partido Verde, e recebeu 236 votos, mas não se elegeu, ficando na suplência.